# Pomnik Polaków Deportowanych z Powstania Warszawskiego w Hamburgu

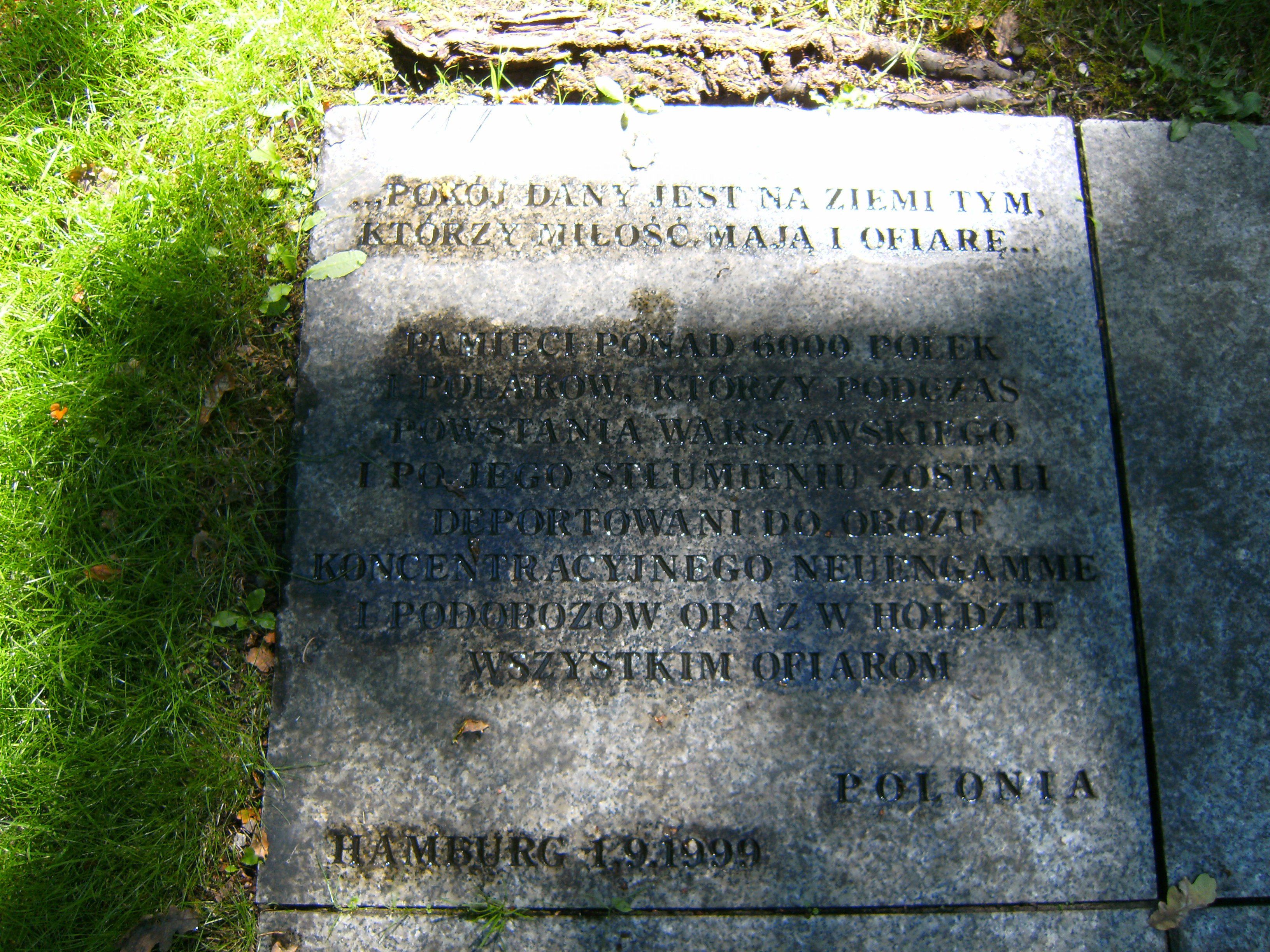
Płyta granitowa z polskim tekstem Pomnika Polaków Deportowanych z Powstania Warszawskiego w Hamburgu

Pomnik Polaków Deportowanych z Powstania Warszawskiego – polski pomnik w Hamburgu na terenie muzeum - miejsca pamięci b. obozu koncentracyjnego w Neuengamme, upamiętniający ok. 6000 Polaków deportowanych z powstania warszawskiego w 1944. Pomnik ma formę kwadratowej granitowej płyty z leżącymi na niej w trzech rzędach trzydziestoma łupanymi blokami granitowymi. 